# Szervánszky Péter
Szervánszky Péter (Kispest, 1913. szeptember 24. – Budapest, 1985. március 27.) hegedűművész, -tanár. Szervánszky Endre zeneszerző öccse.

## Életpályája
Már tizenöt éves korában fellépett a testvéreivel (Sári, Judit, Ernő) megalakított vonósnégyessel a harmadik budapesti „tehetségvédelmi hangversenyen”. A Zeneakadémián 1931 és '33 között Hubay Jenő művészképzőjének növendéke volt. Diplomájának megszerzése után 1935-ben a Székesfővárosi Zenekar hangversenymestere és a Waldbauer–Kerpely-vonósnégyes másodhegedűse volt 1943-ig.
Ő mutatta be Magyarországon Bartók Béla II. hegedűversenyét 1944. január 5-én Budapesten Ferencsik János vezényletével és a Székesfővárosi Zenekar közreműködésével.
1945-ben emigrált. 1949-ig Olaszországban hangversenyezett és tanított. 1949-ben Peruba települt át, ahol elsősorban tanárként működött. Hazatérése után betegsége miatt nem vett részt a zenei életben.

## Díjai, elismerései
- 1932–33-as tanév — Hubay Jenő-díj

## Média
- Bartók Béla: II. Hegedűverseny –  Szervánszky Péter / Székesfővárosi Zenekar, vezényel Ferencsik János